# Майоров, Максим Олегович
Макси́м Оле́гович Майо́ров (род. 26 марта 1989, Андижан) — российский хоккеист.

## Карьера

### Клубная
Начал карьеру в сезоне 2006/07 в клубе Высшей лиги чемпионата России «Нефтяник» Альметьевск. В этом же сезоне перешёл в «Нефтяник» Лениногорск. Был выбран под общим 94-м номером на драфте НХЛ 2007 года клубом «Коламбус Блю Джекетс».
Летом 2008 года 18-летний Майоров заключил трёхлетний контракт с «Блю Джекетс» на сумму $1,8 млн, действующий как в Национальной хоккейной лиги, так и в Американской хоккейной лиги. 3 января 2009 года дебютировал в НХЛ в матче против «Сент-Луис Блюз».
3 мая 2012 года стало известно, что Майоров перешёл в казанский «Ак Барс».
24 сентября 2012 года «Ак Барс» обменял Майорова в «Атлант».
23 декабря 2014 года «Атлант» обменял Майорова в московское «Динамо».
9 ноября 2015 года Майоров перешёл в «Салават Юлаев», подписав контракт до конца сезона. 5 апреля 2018 года продлил контракт с клубом на два года.
29 октября 2020 года заключил пробный контракт с московским «Спартаком». Проведя 6 матчей, в которых он отметился одной результативной передачей, 21 ноября 2020 года подписал полноценный контракт. 16 декабря 2020 года «Спартак» и Майоров достигли договорённости о расторжении контракта.
27 декабря 2020 года подписал контракт до конца сезона с «Трактором».

### В сборной
Майоров в составе юношеской сборной России принимал участие в восьмиматчевой Суперсерии против юношеской сборной Канады в честь 35-й годовщины Суперсерии СССР — Канада 1972 года. По ходу турнира он принял участие в семи матчах и сделал две результативные передачи.

## Статистика
| 2006-07     | Нефтяник Альметьевск | РХЛ         | 6  | 1  | 1  | 2  | 0  | —  | — | — | — | — |
| 2006-07     | Нефтяник Лениногорск | Высшая лига | 28 | 6  | 4  | 10 | 6  | —  | — | — | — | — |
| 2007-08     | Ак Барс              | Суперлига   | 10 | 1  | 0  | 1  | 16 | —  | — | — | — | — |
| 2008-09     | Сиракьюз Кранч       | АХЛ         | 71 | 17 | 14 | 31 | 30 | —  | — | — | — | — |
| 2008-09     | Коламбус Блю Джекетс | НХЛ         | 3  | 0  | 0  | 0  | 0  | —  | — | — | — | — |
| 2009-10     | Сиракьюз Кранч       | АХЛ         | 74 | 17 | 15 | 32 | 24 | —  | — | — | — | — |
| 2009-10     | Коламбус Блю Джекетс | НХЛ         | 4  | 0  | 0  | 0  | 0  | —  | — | — | — | — |
| 2010-11     | Спрингфилд Фэлконс   | АХЛ         | 69 | 19 | 14 | 33 | 16 | 13 | 6 | 3 | 9 | 4 |
| 2010-11     | Коламбус Блю Джекетс | НХЛ         | 5  | 1  | 0  | 1  | 0  | —  | — | — | — | — |
| 2011-12     | Коламбус Блю Джекетс | НХЛ         | 10 | 1  | 1  | 2  | 2  | —  | — | — | — | — |
| 2011-12     | Спрингфилд Фэлконс   | АХЛ         | 46 | 10 | 13 | 23 | 10 | —  | — | — | — | — |
| 2012-13     | Атлант               | КХЛ         | 40 | 16 | 6  | 22 | 14 | 5  | 0 | 1 | 1 | 0 |
| Всего в НХЛ | Всего в НХЛ          | Всего в НХЛ | 22 | 2  | 1  | 3  | 2  | —  | — | — | — | — |

## Личная жизнь
Женат на Елене Майоровой с 24 августа 2013 года. В 2015 году родился сын.